# Trương Triết Hạn
Trương Triết Hạn (tiếng Trung: 张哲瀚, Bính âm: Zhāngzhéhàn) là một nam diễn viên và ca sĩ người Trung Quốc, được biết đến qua vai nam chính Long Phi Dạ trong bộ phim cổ trang Vân Tịch truyện (2018) và nổi tiếng với vai Chu Tử Thư trong bộ phim võ hiệp giang hồ Sơn Hà Lệnh (2021).
Không chỉ dừng lại ở những vai diễn làm nên tên tuổi, Trương Triết Hạn cũng theo đuổi đam mê âm nhạc, đĩa đơn Vây Quanh 《环绕》được phát hành năm 2021 đã trở thành đĩa đơn bán chạy nhất trên nền tảng NetEase Cloud Music trong nửa đầu năm.
Kể từ tháng 12/2022 đến nay là nghệ sĩ thuộc quản lý của công ty Ranyimusic冉以音乐 và bắt đầu phát triển sự nghiệp âm nhạc ở nước ngoài. Được ưu ái gọi với cái tên "Chinese King of iTunes" khi các bài hát do anh phát hành đều giữ các thứ hạng cao trên BXH iTunes trong nhiều ngày liên tục.
Tên Fandom: Hải Triết (Hai Zhe / 海哲). Trong tiếng Trung, Hai Zhe (海蜇) có nghĩa là con sứa, đồng âm với Hai Zhe (海哲) nên hình ảnh con sứa cũng được dùng làm biểu trưng cho fandom.

## Tiểu sử
Trương Triết Hạn sinh ngày 11 tháng 5 năm 1991, ở vùng Du Thủy thuộc địa phận Tân Dư, tỉnh Giang Tây, Trung Quốc.
Năm 2008, Trương Triết Hạn trúng tuyển vào Khoa Nhạc kịch thuộc Học viện Hý kịch Thượng Hải. Anh cũng là người đầu tiên ở quê nhà thi đỗ ngôi trường này.
Gia đình Trương Triết Hạn vốn thuộc kiểu gia đình truyền thống nên sau khi nhận được giấy báo trúng tuyển, người thân đều phản đối việc anh lựa chọn đi theo con đường nghệ thuật. Tuy nhiên, nhờ có sự động viên và ủng hộ của mẹ, anh vẫn quyết tâm khăn gói đến Thượng Hải theo đuổi đam mê diễn xuất.

## Hoạt động nghệ thuật

### Năm 2009
- Ngày 17 tháng 12, khai máy bộ phim đầu tay của Trương Triết Hạn thuộc thể loại thần tượng đô thị 《Sao Lại Yêu Em Mất Rồi》.

### Năm 2010
- Ngày 6 tháng 11, Trương Triết Hạn tham gia chương trình tạp kỹ 《Nhà Có Chàng Trai Tốt》của Đài truyền hình Đông Phương và giành giải quán quân hàng tuần.
- Ngày 17 tháng 11, 《Sao Lại Yêu Em Mất Rồi》 chính thức lên sóng, Trương Triết Hạn với vai phụ Hạ Dự Hi - một thiếu gia giàu có, đẹp trai. Đây là tác phẩm truyền hình đầu tiên của Trương Triết Hạn, từ đó bước chân vào giới giải trí Đại Lục.

### Năm 2011
- Ngày 20 tháng 8, bộ phim điện ảnh Tình Yêu Rực Rỡ công chiếu, Trương Triết Hạn đóng vai chàng sinh viên điển trai, học giỏi Trâu Trường.

### Năm 2012
- Ngày 1 tháng 1, bộ phim Nghịch Thời Gian Đẹp Vĩnh Hằng được công chiếu với sự tham gia của Trương Triết Hạn và Chu Khả Hinh. Đây là một bộ phim tình cảm học đường.
- Ngày 29 tháng 3, bộ phim Vì Khát Vọng Mà Khởi Đầu do Trương Triết Hạn đóng vai chính được phát sóng. Anh đóng vai chàng thanh niên thất nghiệp A Nhạc. Nội dung phim xoay quanh câu chuyện về một nhóm bạn trẻ thành lập "Pepsi Taobao", truyền cảm hứng cho những người trẻ dũng cảm theo đuổi những khả năng vô hạn của cuộc sống.
- Ngày 30 tháng 10, bộ phim điện ảnh chủ đề tình cảm kinh dị Ngụy Ái (Haunting Love) được công chiếu. Bộ phim có sự tham gia của Tân Chỉ Lôi, Thành Nghị, Trương Triết Hạn,...

### Năm 2013
- Năm 2013, Trương Triết Hạn ký hợp đồng với công ty Hoan Ngu Ảnh Thị của Vu Chính.
- Ngày 1 tháng 8, webdrama Cung Tỏa Lưu Ly được phát sóng. Bộ phim này Trương Triết Hạn hợp tác với Tôn Diệu Kỳ, anh đóng vai chính Tiểu Hạo (Cửu A Ca). Nội dung phim kể về câu chuyện tình yêu lãng mạn, hận thù đan xen xuyên từ thời nhà Thanh đến thế kỉ 21 của Tiểu Hạo và Lưu Ly.

### Năm 2014
- Ngày 8 tháng 4, bộ phim cổ trang Cung Tỏa Liên Thành có sự tham gia của Lục Nghị và Viên San San phát sóng, Trương Triết Hạn tham gia với vai thái y tốt bụng Tôn Hiệp Lễ.
- Ngày 4 tháng 6, anh tham gia bộ phim Vi Sư Sắc Sảo do Ngô Kỳ Long và Lưu Thi Thi đóng chính. Trong phim anh vào vai Kim Nhân Bân, một du học sinh nghèo giả làm một quý tộc.
- Ngày 7 tháng 9, hợp tác cùng Kim Thế Giai và Dương Dung trong bộ phim cổ trang Chế Tạo Mỹ Nhân, trong phim anh vào vai phản diện Bùi Vân Thiên, vốn là đệ tử của nam chính Hạ Lan Quân, nhưng vì luôn ghen tị với tài năng của sư phụ nên lập mưu với người khác hãm hại thầy.
- Ngày 3 tháng 12, Thần Điêu Đại Hiệp bản mới do Vu Chính sản xuất lên sóng với sự tham gia của Trần Hiểu và Trần Nghiên Hy đóng chính. Trương Triết Hạn đảm nhận vai Gia Luật Tề, con rể của Quách Tĩnh - Hoàng Dung, chồng của Quách Phù (Mao Hiểu Đồng).
- Ngày 15 tháng 12, đóng chung với Đặng Sa trong webdrama Cung Tỏa Lưu Ly 2 vai Tiểu Hạo (Ngũ A Ca). Cậu sinh viên khoa Sử Cung Hạo đến viện bảo tàng Cố Cung để thực tập, trong lúc đang khôi phục văn vật thì gặp được Lưu Ly. Vì giúp cô tìm lại thân phận, đã bắt đầu điều tra và phát hiện ra án mạng thâm cung 300 năm trước.

### Năm 2015
- Trương Triết Hạn tham gia chương trình truyền hình thực tế hợp tác Trung – Hàn 《China and South Korea Dream Team》với vai trò khách mời thường trú của đội Trung Quốc.
- Ngày 19 tháng 9, bộ phim cổ trang Lang Nha Bảng ra mắt, anh vào vai Lâm Thù thời trẻ.
- Ngày 6 tháng 10, bộ phim truyền hình cổ trang Ban Thục truyền kỳ của đạo diễn Lý Tú Trân phát sóng. Trương Triết Hạn đóng vai chính Vệ Anh, bạn diễn Cảnh Điềm. Đồng thời anh cũng trình bày ca khúc chủ đề Kinh Hồng của bộ phim.
- Ngày 20 tháng 11, Trương Triết Hạn tham gia chương trình thực tế Run for Time mùa đầu tiên.
- Sau đó, anh tham gia một bộ phim ngắn Đôi giày mũ phượng thất lạc trong vai thị vệ kinh thành Lý Lương.

### Năm 2016
- Ngày 15 tháng 4, webdrama hài Anh Hùng Hoạt Hình do Tào Tuấn Hoa đạo diễn phát sóng, Trương Triết Hạn trong phim đóng vai Trương Vỹ – một nhà văn, người có siêu năng lực biến các nhân vật anime trở thành người thật.
- Tháng 5, tham gia bộ phim truyền hình hợp tác Trung – Hàn Thành Thời Gian, đóng cặp cùng Park Min-young. Anh đóng vai nam chính Cố Trì Quân.
- Ngày 20 tháng 6, bộ phim về đề tài tình báo chiến tranh Giải Mật được phát sóng, trong phim Trương Triết Hạn vào vai Hàn Băng – tay súng thiện xạ bắn tỉa 701, không màng nguy hiểm bảo vệ thông tin.
- Ngày 30 tháng 6, bộ phim truyền hình huyền huyễn Bán Yêu Khuynh Thành phát sóng, trong phim Trương Triết Hạn vào vai Minh Hạ – công tử phong lưu phóng khoáng, vì cứu Khuynh Thành (Lý Nhất Đồng) mà ngã xuống vực mất trí nhớ.
- Ngày 8 tháng 7, Trương Triết Hạn tham gia chương trình truyền hình thực tế Cuộc Đua Kỳ Thú (The Amazing Race China) với vai trò khách mời.
- Ngày 10 tháng 9, Trương Triết Hạn tham gia Giải đấu bóng rổ Super Penguin lần đầu tiên được tổ chức tại Thượng Hải, cùng với các ngôi sao NBA Chauncey Billups, Stephon Marbury và một vài người khác.
- Ngày 30 tháng 12, Bán Yêu Khuynh Thành 2 với dàn diễn viên cũ trong phần 1 được phát sóng.

### Năm 2017
- Ngày 16 tháng 2, bộ phim thần tượng hợp tác với Lê Nhất Huyên Nhất Kiến Bất Khuynh Tâm được phát sóng. Trương Triết Hạn đóng vai Dương Kính Nhất, một ông chủ nhà hàng phương Tây.
- Ngày 23 tháng 2, anh đóng vai minh tinh nổi tiếng Kha Lạc trong bộ phim tình cảm Phía Trên Đỉnh Mây với sự tham gia của Trần Hiểu và Viên San San.
- Ngày 10 tháng 9, Trương Triết Hạn tham gia Giải đấu bóng rổ Super Penguin lần thứ 2 với các ngôi sao NBA Paul Pierce và Ray Allen. Lần này, anh đã giành MVP với 15 lần vào trên tổng số 20 lần, được 34 điểm, 4 rebounds và 3 steals.[2]
- Sau đó, Trương Triết Hạn chính thức được mời với tư cách khách mời trong trận khai mạc NBA và khách mời bình luận, đây cũng là người Trung Quốc đầu tiên được mời tham dự một trận khai mạc NBA.[3]
- Ngày 13 tháng 9, Trương Triết Hạn đóng vai chính trong bộ phim cổ trang Triều Ca do Hoan Ngu Ảnh Thị sản xuất, với bạn diễn Ngô Cẩn Ngôn. Trong phim Trương Triết Hạn vào vai Chu Vũ Vương Cơ Phát. Bộ phim thuộc thể loại cổ trang huyền huyễn, ngoài hai diễn viên chính, bộ phim còn quy tụ khá nhiều cái tên có tiếng như Hứa Khải, Bạch Lộc, Chung Hân Đồng, Bảo Kiếm Phong,...

### Năm 2018
- Ngày 25 tháng 6, bộ phim cổ trang Vân Tịch truyện hợp tác cùng Cúc Tịnh Y được phát sóng. Trương Triết Hạn đóng vai nam chính Tần Vương Long Phi Dạ. Bộ phim này giúp cái tên Trương Triết Hạn trở nên phổ biến hơn với công chúng.
- Ngày 19 tháng 7, anh tham bộ phim Câu chuyện tình yêu hợp tác với nữ diễn viên người Thái Lan Chutimon Chuengcharoensukying.

### Năm 2019
- Ngày 10 tháng 5, Trương Triết Hạn phát hành album solo đầu tiên có tên Ánh sáng 《光》, trong đó hai ca khúc "Quang" và "Mưa Thượng Hải" do chính anh soạn nhạc và viết lời. Sau đó, buổi hòa nhạc đầu tiên của anh đã được tổ chức tại Thượng Hải.[4]
- Ngày 16 tháng 6, Trương Triết Hạn giành được giải thưởng Người mới được mong đợi nhất tại Đêm hội Điện ảnh Weibo.
- Ngày 1 tháng 8, phim điện ảnh Liệt Hỏa Anh Hùng chính thức được khởi chiếu. Trong phim Trương Triết Hạn vào vai cậu lính cứu hỏa thích ăn đùi gà Trịnh Chí.
- Ngày 11 tháng 10, Trương Triết Hạn tham gia chương trình truyền hình Diễn Viên Mời Vào Chỗ mùa đầu tiên với tư cách là thí sinh. Anh đã hoàn thành 5 tác phẩm phim ngắn trong 10 tập của chương trình. Trong đó, tiểu phẩm ngắn Anh trai 《哥》trong tập cuối đã trở thành màn trình diễn có số lượng người xem cao nhất của chương trình. Kết thúc chương trình, Trương Triết Hạn giành được Giải thưởng Diễn viên được mong đợi nhất của khán giả.
- Sau chương trình Diễn Viên Mời Vào Chỗ, Trương Triết Hạn ký hợp đồng với Công ty Tân Tây Văn Hóa của Triệu Vy.

### Năm 2020
- Ngày 11 tháng 1, Trương Triết Hạn giành được giải thưởng Nghệ sĩ đột phá của năm tại Đêm hội Weibo.
- Ngày 16 tháng 2, webdrama Mọi Người Đều Khao Khát Gặp Em do Triệu Vy làm đạo diễn được công chiếu, Trương Triết Hạn hợp tác với Chương Nhược Nam. Trong phim anh vào vai Trương Mẫn, tổng giám đốc của một khách sạn năm sao.
- Ngày 3 tháng 6, Trương Triết Hạn vào đoàn phim cổ trang Thiên Nhai Khách, chuyển thể từ tiểu thuyết Thiên Nhai Khách của Priest.
- Ngày 18 tháng 10, buổi hòa nhạc Tôi Gặp Được Tôi 《我遇见我》ra mắt album thứ 2 cùng tên được tổ chức tại Bắc Kinh. Hai bài hát Say Okay《说好了》và Không Nói《不说》đều do chính anh sáng tác.[5]
- Ngày 21 tháng 10, bộ phim cổ trang lãng mạn Như Ý Phương Phi hợp tác lần 2 cùng Cúc Tịnh Y được phát sóng, Trương Triết Hạn đóng vai Túc Vương Từ Tấn.
- Tháng 11, Trương Triết Hạn tham gia bộ phim điều tra tội phạm Phục Cổ Thần Thám, đóng vai cảnh sát Hoàng Vệ Bình.

### Năm 2021
- Ngày 22 tháng 2, bộ phim võ hiệp Thiên Nhai Khách đổi tên thành Sơn Hà Lệnh chính thức phát sóng độc quyền trên nền tảng Youku. Trương Triết Hạn hợp tác cùng Cung Tuấn, vào vai Chu Tử Thư – cựu thủ lĩnh tổ chức sát thủ Thiên Song, trang chủ Tứ Quý sơn trang, sau này lấy tên giả là Chu Nhứ phiêu bạt giang hồ.[6]
- Ngày 27 tháng 2, Trương Triết Hạn gia nhập đoàn phim Đội Đặc Nhiệm Gìn Giữ Hòa Bình vai Trương Thủy Tuyền.
- Ngày 3 và 04 tháng 5, Trương Triết Hạn cùng Cung Tuấn và đoàn làm phim Sơn Hà Lệnh tham gia buổi hòa nhạc Sơn Hà Lệnh – Sinh Lai Tri Kỷ《生来知己》được tổ chức tại Tô Châu.
- Ngày 8 tháng 5, Trương Triết Hạn phát hành đĩa đơn Vây Quanh 《环绕》. Đĩa đơn này trở thành đĩa đơn bán chạy nhất trên nền tảng NetEase Cloud Music trong nửa đầu năm 2021.
- Ngày 12 tháng 6, Trương Triết Hạn giành được giải thưởng Nam diễn viên được chú ý nhất của năm trong Đêm hội Điện ảnh Weibo.
- Ngày 25 tháng 6, bộ phim điện ảnh 1921 khởi chiếu, Trương Triết Hạn tham gia với tư cách khách mời đặc biệt, đảm nhận vai Tiêu Tử Thăng.
- Ngày 28 tháng 6, MV "Vòng đu quay ngốc nghếch" - OST kết thúc cho phim điện ảnh "Bầu trời của Thiếu Niên Phong Khuyển" kết hợp cùng Hy Lâm Na Y Cao được phát hành.
- Ngày 1 tháng 7, phát hành bài hát chủ đề Hồng Thuyền, nhạc chủ đề bộ phim 1921 do Trương Triết Hạn thể hiện.
- Ngày 15 tháng 8, Trương Triết Hạn bị Hiệp hội Nghệ thuật Biểu diễn Trung Quốc, một hiệp hội tự nguyện gồm các công ty quản lý và các thành viên của ngành giải trí, kêu gọi tẩy chay vì đã xuất hiện ở khu vực công cộng thưởng hoa anh đào gần đền Yasukuni năm 2018, và tham dự đám cưới của một người bạn ở đền Nogi năm 2019. Trương Triết Hạn đã đưa ra lời xin lỗi, cũng nhấn mạnh rằng anh chưa từng chủ động đến thăm viếng ngôi đền, chỉ đơn thuần là hoạt động ngắm hoa anh đào như những khách du lịch bình thường khác. Kể từ ngày 13 tháng 8, anh hoàn toàn biến mất khỏi các nền tảng mạng xã hội lẫn website của Trung Quốc và bị ngừng tất cả các hoạt động nghệ thuật do hoạt động tẩy chay trên. Mặc dù vậy, các hoạt động nghệ thuật của Trương Triết Hạn ở nước ngoài vẫn được đón nhận nồng nhiệt.

### Năm 2022
- Khoảng tháng 3, rò rỉ một số thông tin và hình ảnh về thương hiệu thời trang EHz•Z được cho là của Trương Triết Hạn.
- Ngày 31 tháng 3, công bố logo thương hiệu thời trang EHz•Z trên Instagram cá nhân, chính thức lấn sân và bắt đầu tạo dựng thương hiệu. EHz•Z cũng đã mở bán sản phẩm đầu tiên vào hôm nay.
- Ngày 14 tháng 12, ra mắt Ranyimusic冉以音乐 và bắt đầu trở lại với hoạt động âm nhạc, hé lộ kế hoạch phát hành EP《深蓝者 Deepblue》sau thời gian dài vắng bóng. Ngoài việc phát hành trên các nền tảng phát nhạc trực tuyến, các bài hát thuộc EP《深蓝者Deepblue》cũng được quảng bá trên các kênh radio như HIT FM của Đài Loan, UFM100.3 của Singapore, MY FM của Malaysia, Fairchild của Canada,...
- Ngày 15 tháng 12, phát hành single đầu tiên 《忧伤的晴朗》"Melancholy Sunshine"[7] thuộc EP《深蓝者Deepblue》, bài hát đã dành No.1 iTunes tại nhiều quốc gia trong đó có Mỹ, No.1 Worldwide iTunes Song Chart, và Top 5 Oricon đĩa đơn kỹ thuật số ngày 16 tháng 12.
- Ngày 22 tháng 12, phát hành single thứ 2《 遊俠 》"Knight Errant"[8], nối tiếp thành công bằng việc tiếp tục dành No.1 iTunes ở nhiều quốc gia trong đó có Mỹ lẫn Worldwide iTunes Song Chart, hạ cánh ở Top 3 Oricon đĩa đơn kỹ thuật số cùng ngày với 2.172 lượt tải.
- Ngày 28 tháng 12, TC Candler công bố Trương Triết Hạn dành vị trí thứ 24 trong danh sách "The 100 Most Handsome Faces" năm 2022[9]. Cùng ngày, hai bài hát "Melancholy Sunshine" và "Knight Errant" cũng lọt vào Billboard Japan Download song (tuần 19 – 25 tháng 12) ở vị trí lần lượt là 7 và 9[10].

### Năm 2023
- Ngày 14 tháng 1 phát hành single thứ 3《途》"Journey"[11].
- Ngày 26 tháng 1 phát hành single thứ 4《洪荒剧场》"Primordial Theater"[12].
- Ngày 14 tháng 2 phát hành single thứ 5《冰川消失那天》"Lost Glacier"[13].
- Ngày 18 tháng 3 phát hành single thứ 6《人生海海》"Magnificent Life"[14].
- Ngày 14 tháng 4 phát hành single thứ 7《变成星星照亮你》"Stars Light You Up"[15], hoàn tất việc phát hành EP《深蓝者Deepblue》với 7 single tất cả.
- Sau khi phát hành EP《深蓝者Deepblue》đã nhanh chóng góp mặt trong Worldwide iTunes Album Chart và European iTunes Album Chart, với xếp hạng cao nhất đạt được là vị trí thứ 2 ở cả 2 BXH. Tất cả các single thuộc EP《深蓝者 Deepblue》ngoài dành các thứ hạng cao ở các BXH iTunes trong nhiều ngày, còn chiếm giữ các vị trí trong các BXH bài hát tiếng Trung hàng ngày, hàng tuần của KKBOX ở các quốc gia như Malaysia, Singapore và Đài Loan[16].
- Ngày 22 tháng 4, mở bán vé cho đêm concert「洪荒剧场」PrimordialTheater[17] trên THAITICKET[18], concert sẽ diễn ra tại Bitec Bangna Hall 100 - Bangkok (Thái Lan) vào lúc 19h ngày 11/5.
- Ngày 25 tháng 4, mở bán bổ sung vé cho concert「洪荒剧场」PrimordialTheater vào ngày 10/5, sau khi cháy vé đêm concert ngày 11.
- Ngày 26 tháng 4, tiếp nối sự thành công của《深蓝者 Deepblue》trước đó, Trương Triết Hạn đã khởi động kế hoạch cho năm 2023 với album mới mang tên《曼陀罗》"Datura" (được chia ra thành nhiều EP) và phát hành single đầu tiên《曼陀罗》"Datura"[19] thuộc 𝐄𝐏 ⓵《曼陀罗·绀》, không nằm ngoài dự đoán, bài hát nhanh chóng góp mặt trong Worldwide iTunes Song Chart và European iTunes Album Chart với vị trí thứ 2 ở cả 2 BXH.
- Ngày 8 tháng 5, ra mắt single thứ 2 mang tên《Believer 信者》[20]. Với lợi thế là một single tiếng Anh, 《Believer 信者》 đã dẫn đầu BXH International của KKBOX Singapore và Malaysia[21], đánh dấu lần đầu tiên đặt chân vào KKBOX Western và dẫn đầu ở cả 3 BXH tuần (05 - 11.05) cùng lúc, trở thành nghệ sĩ Châu Á thứ 2 trong năm 2023 dành quán quân cả 3 BXH của KKBOX Western.[22]
- Ngày 10 và 11 tháng 5, concert「洪荒剧场」PrimordialTheater đã diễn ra thành công tại Băng Cốc (Thái Lan). Xuyên suốt mỗi đêm diễn, Trương Triết Hạn đã thể hiện 4 diện mạo tương ứng với 4 chương「Ra khơi、Chọn lựa、Gió bão、Tái sinh」tương hỗ, phản chiếu để làm nổi bật lên từng phần. Ngoài ra, concert「洪荒剧场」PrimordialTheater còn có sự đồng hành của một ban nhạc sống đệm nhạc, thiết kế và sắp xếp hơn 20 bài hát (hát nhảy, rock, rap, đàn guitar,...) một cách khéo léo, kết hợp phong cách cá nhân mạnh mẽ, khởi đầu một thử nghiệm mới cho phong cách đa âm nhạc của Trương Triết Hạn. Đặc biệt, buổi concert đều do chính nam ca sĩ đảm nhận từ khâu lựa chọn bài hát, thiết kế sáng tạo đến dàn dựng nội dung, v.v... chỉ để mang đến một sân khấu tinh mỹ nhằm tri ân người hâm mộ và bạn bè đã luôn ủng hộ anh trong suốt chặng đường.[23][24]
- Ngày 21 tháng 5, phát hành single thứ 3《Moonlight 月夜的名》[25], cũng là single cuối của 𝐄𝐏 ⓵《曼陀罗·绀》. Bài hát nhanh chóng giành vị trí no.1 Worldwide iTunes Song Chart và no.2 European iTunes Album Chart  ngày 22 tháng 5[26]. Sau đó cùng với 《Believer 信者》càn quét các BXH tuần[27] của KKBOX Western.
- Ngày 21 tháng 6, mở đầu cho 𝐄𝐏 ⓶《曼陀罗·银》bằng single 《马上就离开》"Time to leave"[28]. Bài hát đã đứng đầu BXH Worldwide iTunes Song Chart trong 3 ngày liên tiếp 21 - 23/06[29][30][31], dẫn đầu European iTunes Song Chart trong 2 ngày 21 và 22.
- Ngày 1 tháng 8, thông qua cuộc bỏ phiếu được thực hiện bởi The Netizens Report đã diễn ra trước đó, Trương Triết Hạn được thông báo giành vị trí thứ 3 trên BXH "THE MOST HANDSOME MAN ALIVE 2023"[32][33] và vị trí dẫn đầu cho BXH "THE MOST LOVED CHINESE ACTOR IN 2023"[34].
- Ngày 8 tháng 8, phát hành single《未完成的旅行 Unfinished Journey 》[35]. Cùng ngày, bài hát cũng nhanh chóng dẫn đầu BXH Worldwide iTunes Song Chart, European iTunes Album Chart, và giữ vị trí No.1 trong 3 ngày liên tiếp[36][37][38].
- Ngày 9 tháng 8, Ranyi Music thông báo album vật lý đầu tiên của Trương Triết Hạn - 《深蓝者 Deep Blue》sau thời gian 1 tuần (2/8 - 8/8) mở đơn hàng đặt trước (pre-order) đã đạt con số hơn 45.000 bản[39][40]. Deep Blue cũng lọt vào BXH album Hoa Ngữ bán chạy của năm trên trang Books (Đài Loan) ở vị trí dẫn đầu[41] và trang 5Music (Đài Loan) ở vị trí thứ 3[42].
- Ngày 26 tháng 8, mở bán vé cho trạm dừng chân tiếp theo của concert「洪荒剧场」PrimordialTheater[43] trên BookMyShow[44]. Concert sẽ diễn ra vào ngày 17 tháng 9 tại Mega Star Arena[45] Kuala Lumpur (Malaysia).
- Ngày 6 tháng 9, phát hành single đầu tiên thuộc 𝐄𝐏 3《曼陀罗·碧》mang tên《PRESSURE 迫》[46].
- Ngày 17 tháng 9, chuyến lưu diễn thứ 2 của chuỗi concert「洪荒剧场」PrimordialTheater diễn ra tại Kuala Lumpur, Malaysia đã kết thúc thành công tốt đẹp với hơn 3.000 khán giả tham dự. Đặc biệt, tại buổi concert này Chu Tử Thư (vai diễn của anh trong Sơn Hà Lệnh) đã một lần nữa được tái hiện trên sân khấu khiến người hâm mộ vô cùng xúc động. Đồng thời các bài hát được anh phát hành gần đây cũng đã có buổi biểu diễn trên sân khấu đầu tiên tại đây. Ngoài ra Trương Triết Hạn sau khi thể hiện xong ca khúc "Thư tình gửi người làm phim" anh cũng đã hứa với khán giả có mặt tại concert rằng sẽ hát ca khúc này trong concert cho đến khi anh có thể quay trở lại với vai trò diễn viên.[47][48][49]
- Ngày 25 tháng 9, phát hành single thứ 2 của 𝐄𝐏 3《曼陀罗·碧》mang tên《Chase 追 》[50].
- Ngày 7 tháng 10, tham gia MY BIG SHOW《A.I.23》, chương trình kỷ niệm 25 năm thành lập của đài phát thanh MY (Malaysia) diễn ra tại Mega Star Arena (Sungei Wang Plaza, Kuala Lumpur).[51]
- Ngày 25 tháng 11, tham gia lễ hội âm nhạc YES933 Hits Fest được tổ chức tại Sân vận động trong nhà Singapore, không chỉ là một lễ hội âm nhạc hấp dẫn quy tụ nhiều ca sĩ nổi tiếng mà còn là một lễ trao giải với tổng cộng 20 giải thưởng. Trương Triết Hạn đã được vinh danh là 1 trong 10 Nghệ sĩ của năm và bài hát Nhân sinh hải hải《人生海海》Magnificent Life giành giải Bài hát của năm.[52]
- Ngày 26 tháng 11, Chase fanmeeting「追」diễn ra tại The Theatre at Mediacorp (Singapore) với hơn 1500 khán giả tham dự.[53]
- Ngày 8 tháng 12, theo số liệu từ 2023 Spotify Wrapped Global Top Mandopop Lists, Trương Triết Hạn lọt vào danh sách Global Top Mandopop Artists of the Year ở vị trí thứ 9 và danh sách Global Top Mandopop Male Artists of the Year ở vị trí thứ 6.[54]
- Ngày 16 tháng 12, bộ phim hợp tác Trung-Hàn do Trương Triết Hạn và Park Min-young diễn chính "Thành Thời Gian" đã chính thức lên sóng lần đầu tiên trên 2 đài CCNet11 và YCV. Và theo thông báo trước đó thì vào ngày 27 tháng 12 bộ phim cũng sẽ bắt đầu lên sóng trên kênh LaLaTV (Nhật Bản).
- Ngày 18 tháng 12, phát hành single 《坏 Bad》[55].
- Ngày 27 tháng 12, bộ phim hợp tác Trung-Hàn "Thành Thời Gian" chính thức phát sóng trên kênh LaLaTV (Nhật Bản).
- Ngày 28 tháng 12, TC Candler công bố danh sách The 100 Most Handsome Faces of 2023 và Trương Triết Hạn giành về vị trí thứ 7, thứ hạng cao nhất tính riêng nghệ sĩ Trung Quốc có mặt trong BXH năm nay[56].
- Ngày 31 tháng 12, Chase fanmeeting「追」diễn ra tại MCC Hall The Mall Lifestore Bangkapi, Thái Lan với hơn 3000 khán giả tham dự. Cùng ngày, phát hành ấn phẩm sách ảnh đầu tiên《蓝风的信 Hyacinth / Thư từ gió lam》và đã bán hết hơn 6000 bản[57], sau 2 tháng phát hành mặc dù chưa từng được quảng bá nhưng photobook Thư từ gió lam vẫn tẩu tán hơn 10.000 bản.[58]
- Trương Triết Hạn đã góp mặt trong Danh sách tích lũy đĩa đơn thường niên năm 2023 của KKBOX ở vị trí thứ 4 với ca khúc《途 Journey》. Ngoài ra anh cũng là ca sĩ Hoa ngữ có số lượng bài hát lọt vào danh sách này nhiều nhất với 8 ca khúc, nếu tính cả 3 ca khúc tiếng Anh thì tổng số lên đến 11[59][60][61].

### Năm 2024
- Ngày 25 tháng 1, danh sách TOP100 Singles HIT FM 2023 được công bố và Trương Triết Hạn có 2 ca khúc lọt vào BXH gồm 《冰川消失那天 Lost Glacier》ở vị trí 12 và《途 Journey》ở vị trí thứ 2.[62]
- Ngày 2 tháng 2, phát hành singles cuối cùng thuộc album《曼陀罗 Datura》mang tên《头号玩家 No.1 Player》.[63]
- Ngày 5 tháng 2, full album nhạc số thứ 2 《曼陀罗 Datura》được phát hành trên các nền tảng âm nhạc toàn cầu. Sau đó liền dẫn đầu trên Worldwide & European iTunes Album charts trong nhiều ngày, và giành #1 trên BXH iTunes Album ở hơn 34 quốc gia khác nhau[64]. Hạng 12 trên BXH album kỹ thuật số của Oricon tuần từ 5-11/2. Hạng 7 trên Billboard Japan - Download albums ngày 14/02.[65]
- Ngày 16 tháng 2, concert「洪荒剧场」PrimordialTheater diễn ra tại AsiaWorld-Arena, Hồng Kông, đây cũng là trạm dừng chân đầu tiên ở Trung Quốc kể từ khi Trương Triết Hạn bắt đầu hoạt động nghệ thuật trở lại[66]. Điểm dừng chân này cũng lập kỉ lục về số lượng khán giả lớn nhất tham gia 1 đêm concert của anh tính đến hiện tại, và tại đây Trương Triết Hạn cũng đã thông báo rằng sẽ tổ chức concert vào tháng 7 tại Châu Úc.[67]
- Ngày 14 tháng 4, phát hành phim tài liệu đầu tiên《八月 Bát Nguyệt》do Trương Triết Hạn đạo diễn[68], bộ phim ghi lại trải nghiệm tự chữa lành vết thương của Trương Triết Hạn sau khi anh bất ngờ gặp phải cơn bão mạng vào tháng 8 năm 2021. Sau khi bộ phim được cập nhật trên Internet Movie Database, Bát Nguyệt đã lọt vào TOP10 phim tài liệu phổ biến nhất IMDb ngày 1 tháng 5 với trung bình điểm đánh giá 9.8 từ người xem[69].
- Ngày 6 tháng 5, album vật lý đầu tiên《深蓝者 Deepblue》được Hiệp hội Công Nghiệp ghi âm Đài Loan[70] chứng nhận danh hiệu đĩa Bạch Kim (30,000 bản) và đĩa Vàng (15,000 bản), với doanh số ghi nhận trong thời gian từ 1/10 - 31/12/2023 là 49,806 bản, theo thông báo được đưa ra vào ngày 9/5[71].
- Ngày 8 tháng 5, phát hành single mở đường cho album thứ 3《拾荒者 Thập Hoang Giả》mang tên《聑 Can You Hear Me》[72].
- Ngày 10 tháng 5, mở đặt hàng trước album vật lý thứ 2《曼陀罗 Datura》 và sau 1 tuần lượng đặt trước đã vượt qua 43.800 bản.[73]
- Ngày 25 tháng 5, diễn ra lễ trao giải HITO MUSIC AWARD 2024 tại Nhà thi đấu Đài Bắc, Trương Triết Hạn dành giải Tân binh được yêu thích nhất và ca khúc Ngày sông băng tan《冰川消失那天》Lost Glacier dành giải Bài hát ra mắt trên Hito có lượt truy cập/phổ biến nhất năm.[74]
- Ngày 6 tháng 6, phát hành single thứ 2 《无碍 Unchained》thuộc album《拾荒者 Thập Hoang Giả》.[75]
- Ngày 10 tháng 6, phim tài liệu đầu tay《八月 Bát Nguyệt》do Trương Triết Hạn đạo diễn đã được vinh danh ở hạng mục ARFF 「GLOBE AWARD」：AROUND INTERNATIONAL - AMSTERDAM MAY 2024 Selection, dành được cơ hội tham gia chung kết năm của ARFF (Around International Film Festival).[76]
- Ngày 11 tháng 6, Trương Triết Hạn đã lọt vào danh sách TOP 100 nghệ sĩ được yêu thích nhất năm của KKBOX lần thứ 19. Danh sách công bố dựa trên lượt nghe của các ca khúc trong thời gian từ 1/1/2023 - 31/12/2023 trên nền tảng phát nhạc trực tuyến KKBOX, bao gồm các ngôn ngữ Trung - Anh - Hàn - Nhật.[77]
- Ngày 12 tháng 6, SCREEN ONLINE (Nhật Bản) công bố danh sách Ngôi sao phim truyền hình nước ngoài được yêu thích nhất năm và Trương Triết Hạn đã dành vị trí dẫn đầu BXH, anh cũng từng dẫn đầu BXH này vào năm 2022 và năm 2023 là ở vị trí thứ 3.[78]
- Ngày 23 tháng 6, The Netizens Report thông báo Trương Triết Hạn dẫn đầu cả 2 BXH "THE MOST HANDSOME MAN ALIVE 2024"[79] và "THE MOST HANDSOME CHINESE ACTOR 2024"[80].
- Ngày 13 tháng 7, Chase fanmeeting「追」diễn ra tại Mega Star Arena, Kuala Lumpur (Malaysia).[81][82][83]
- Ngày 26 và 28 tháng 7, Trương Triết Hạn lần đầu tiên ra mắt sân khấu ca hát tại Úc bằng 2 đêm Chase fanmeeting「追」ở Melbourne (Festival Hall) và Sydney (Darling Harbour Theatre).
- Ngày 5 tháng 8, phát hành single thứ 3《Going Off 了》thuộc album《拾荒者 Thập Hoang Giả》.[84]
- Ngày 17 tháng 9, RED Movie Awards công bố danh sách đoạt giải Mùa hè 2024 và bộ phim tài liệu 《八月 Bát Nguyệt》đã chiến thắng hạng mục "BEST SCREENPLAY / Kịch bản hay nhất".[85]
- Ngày 1 tháng 10, phát hành single thứ 4《90s》thuộc album《拾荒者 Thập Hoang Giả》.[86]
- Ngày 4 tháng 11,《八月 Bát nguyệt》đã giành giải "Phim ngắn hay nhất"「Best Half-Length Film」tại The Madrid Film Awards (MADFA) - WINNERS 2024/25 11th Edition[87], và 「Best Editing」ở hạng mục OFFICIAL SELECTION 2024/25 11th Edition[88].
- Ngày 11 tháng 11, phát hành single thứ 5《慢走不送 Next》.[89]
- Ngày 16 tháng 11, khởi động chuỗi concert「洪荒剧场」PrimordialTheater II diễn ra tại KINTEX Exhibition Center 2, Hàn Quốc.
- Ngày 5 tháng 12, theo số liệu từ Spotify Wrapped 2024, Trương Triết Hạn lọt vào danh sách Mandopop Most-Streamed Artists ở vị trí thứ 8[90].
- Ngày 27 tháng 12, album vật lý thứ 2《曼陀羅 Datura》được Hiệp hội Công Nghiệp ghi âm Đài Loan[70] chứng nhận danh hiệu đĩa Bạch Kim (30,000 bản), với doanh số ghi nhận trong thời gian từ 26/7 - 31/10/2024 là 40.974 bản[91]. Datura cũng lọt vào BXH doanh số nhạc Hoa của 5music ở vị trí thứ 2[92], và Books ở vị trí thứ 6[93].

### Năm 2025
- Ngày 5 tháng 1, fanmeeting「野」Yeah! chào năm mới diễn ra tại Triple Tree Beach Resort, CHA-AM, Thái Lan.
- Ngày 14 tháng 1, KKBOX Music Awards lần thứ 20 công bố Trương Triết Hạn là 1 trong số 100 nghệ sĩ của năm[94].
- Ngày 15 tháng 1, công bố phim tài liệu Bát nguyệt dành giải Diamond Award dành cho phim tài liệu đặc sắc, Trương Triết Hạn dành giải Platinum Award hạng mục đạo diễn xuất sắc, ngoài ra Biên tập và Quay phim của Bát nguyệt cũng đạt giải Platinum Award cho hạng mục dành riêng tại Mindfield Film Festival tháng 11/12 năm 2024[95].
- Ngày 23 tháng 1, phát hành single thứ 6《Lost in London》.[96]
- Ngày 3 tháng 2, phát hành photobook điện tử 《 Yeah! 野》 với doanh số hơn 20.000 bản trên nền tảng Pubu (Đài Loan).
- Ngày 15 tháng 4, phát hành single thứ 7《地球陌生人 Earth Stranger》.[97]
- Ngày 10 tháng 5, tổ chức buổi concert đầu tiên của chuỗi concert「Scavenger 拾荒者」tại AXA X WONDERLAND (Hồng Kông).

## Phim

### Phim điện ảnh
| Năm  | Tên tiếng Việt               | Tên tiếng Trung | Nhân vật               | Ghi chú   |
| ---- | ---------------------------- | --------------- | ---------------------- | --------- |
| 2011 | Tình Yêu Rực Rỡ              | 爱缤纷          | Trâu Tường (邹翔)      | Vai phụ   |
| 2012 | Ngược Thời Gian Đẹp Vĩnh Cửu | 逆时恒美        | Tiểu Chí (小志)        | Vai phụ   |
| 2012 | Vì Khát Vọng Mà Khởi Đầu     | 为渴望而创      | A Nhạc (阿乐)          | Vai phụ   |
| 2012 | Quỷ Ái                       | 诡爱            | Lý Minh Viêm (李明炎)  | Vai phụ   |
| 2019 | Liệt Hỏa Anh Hùng            | 烈火英雄        | Trịnh Chí (郑志)       | Vai phụ   |
| 2021 | 1921                         | 1921            | Tiêu Tử Thăng (萧子升) | Khách mời |

### Phim truyền hình
| Năm  | Tên tiếng Việt                                | Tiên tiếng Trung | Nhân vật                         | Bạn diễn                                 | Nền tảng                  | Ghi chú                       |
| ---- | --------------------------------------------- | ---------------- | -------------------------------- | ---------------------------------------- | ------------------------- | ----------------------------- |
| 2010 | Sao Lại Yêu Em Mất Rồi                        | 怎么会爱上你     | Hạ Dự Hi (夏誉希)                |                                          | Youku, LeTV               | Vai phụ                       |
| 2013 | Cung Tỏa Lưu Ly                               | 我为宫狂         | Tiểu Hạo/Cửu A Ca (小浩/九阿哥)  |                                          | Tencent                   | Vai chính                     |
| 2014 | Cung Tỏa Liên Thành                           | 宫锁连城         | Tôn Hợp Lễ (孙合礼)              |                                          | Đài Truyền Hình Hồ Nam    | Vai phụ                       |
| 2014 | Vi Sư Sắc Sảo                                 | 犀利仁师         | Kim Nhân Bân (金仁彬)            | Ngô Kỳ Long, Lưu Thi Thi                 | Dragon TV, Chiết Giang TV | Vai phụ                       |
| 2014 | Chế Tạo Mỹ Nhân                               | 美人制造         | Bùi Vân Thiên (裴云天)           |                                          | Truyền hình Hồ Nam        | Vai phụ                       |
| 2014 | Thần Điêu Đại Hiệp                            | 神雕侠侣         | Gia Luận Tề (耶律齐)             | Trần Hiểu, Trần Nghiên Hy, Mao Hiểu Đồng | Truyền hình Hồ Nam        | Vai phụ                       |
| 2014 | Cung Tỏa Lưu Ly 2                             | 我为宫狂2        | Cung Hạo (宫浩)                  |                                          | Tencent                   | Vai chính                     |
| 2015 | Vân Trung Ca(Đại Hán Tình Duyên Vân Trung Ca) | 大汉情缘之云中歌 | Quảng Lăng Vương Lưu Tư (刘胥)   |                                          | Truyền Hình Hồ Nam        | Vai phụ                       |
| 2015 | Lang Nha Bảng                                 | 琅琊榜           | Thiếu niên Lâm Thù (林殊)        | Hồ Ca, Lưu Đào, Ngô Lỗi                  | Beijing TV, Dragon TV     | Vai phụ                       |
| 2015 | Ban Thục Truyền Kỳ                            | 班淑传奇         | Vệ Anh (卫英)                    | Cảnh Điềm                                | Tencent                   | Vai chính                     |
| 2016 | Anh Hùng Hoạt Hình                            | 动漫英雄         | Trương Vỹ (张伟)                 |                                          | Sohu TV                   |                               |
| 2016 | Giải Mật                                      | 解密             | Hàn Băng (韩冰)                  |                                          | Truyền Hình Hồ Nam        |                               |
| 2016 | Bán Yêu Khuynh Thành                          | 半妖倾城         | Minh Hạ (明夏)                   | Lý Nhất Đồng                             | Mango TV                  | Vai chính                     |
| 2016 | Mật Thám Hoan Hỉ                              | 欢喜密探         | Tiểu Nhị quán trọ                |                                          | Youku                     | Cameo                         |
| 2016 | Truy Tìm Ký Ức                                | 美人为馅         | Vị thần trong mộng               |                                          | iQiyi                     | Cameo                         |
| 2016 | Bán Yêu Khuynh Thành 2                        | 半妖倾城II       | Minh Hạ (明夏)                   | Lý Nhất Đồng                             | Mango TV                  | Vai chính                     |
| 2017 | Phía Trên Đỉnh Mây                            | 云巅之上         | Kha Lạc (柯洛)                   |                                          | iQiyi                     | Vai phụ                       |
| 2018 | Vân Tịch Truyện                               | 芸汐传           | Long Phi Dạ (龙非夜)             | Cúc Tịnh Y                               | iQiyi                     | Vai chính                     |
| 2020 | Ai Cũng Khao Khát Được Gặp Em                 | 谁都渴望遇见你   | Trương Mẫn (张泯)                | Chương Nhược Nam                         | iQiyi                     | Vai chính                     |
| 2020 | Như Ý Phương Phi                              | 如意芳霏         | Từ Tấn (徐晋)                    | Cúc Tịnh Y                               | iQiyi                     | Vai chính                     |
| 2021 | Sơn Hà Lệnh                                   | 山河令           | Chu Tử Thư/Chu Nhứ (周子舒/周絮) | Cung Tuấn                                | Youku                     | Vai chính                     |
| 2023 | Thành Thời Gian                               | 时光之城         | Cố Trì Quân (顾持钧)             | Park Min-young                           | LaLa TV, CCNet11, YCV     | Vai chính                     |
| TBA  | Triều Ca                                      | 朝歌             | Cơ Phát (姬發)                   | Ngô Cẩn Ngôn                             | IQIYI, Mango TV           | Vai chính (sản xuất năm 2016) |
| TBA  | Phục Cổ Thần Thám                             | 复古神探         | Hoàng Vệ Bình (黃衛平)           |                                          |                           |                               |
| TBA  | Không Phải Tiếng Sét Ái Tình                  | 一见不倾心       | Dương Kính Nhất (楊敬一)         |                                          |                           |                               |

### Phim ngắn
| Năm  | Tên tiếng Việt              | Tên tiếng Trung | Nhân vật                          | Chú thích                                            |
| ---- | --------------------------- | --------------- | --------------------------------- | ---------------------------------------------------- |
| 2015 | Đôi giày mũ phượng thất lạc | 失落的凤头鞋    | Lý Lương (李亮)                   | Chương trình thực tế Run for Time                    |
| 2019 | Đại Minh Cung Từ            | 大明宫词        | Tiết Thiệu (薛绍)                 | Chương trình Diễn Viên Mời Vào Chỗ mùa 1             |
| 2019 | Mặt Nạ                      | 面具            | Tiểu Phi, Tiết Thiệu (小飞、薛绍) | Chương trình Diễn Viên Mời Vào Chỗ mùa 1             |
| 2019 | Huynh Đệ Tỷ Muội Của Tôi    | 我的兄弟姐妹    | Tề Ức Khổ (齐忆苦)                | Chương trình Diễn Viên Mời Vào Chỗ mùa 1             |
| 2019 | Trà Đá Long Island          | 长岛冰茶        | Tiểu Phi (小飞)                   | Chương trình Diễn Viên Mời Vào Chỗ mùa 1             |
| 2019 | Anh Trai                    | 哥              | Vương Việt (王越)                 | Chương trình Diễn Viên Mời Vào Chỗ mùa 1             |
| 2024 | Bát Nguyệt (Tháng 8)        | 八月            |                                   | Phim tài liệu đầu tiên của đạo diễn Trương Triết Hạn |

## Chương trình truyền hình
| Năm  | Tên tiếng Việt                   | Tên tiếng Trung | Vai trò      | Mạng lưới      | Ghi chú                                                                                   |
| ---- | -------------------------------- | --------------- | ------------ | -------------- | ----------------------------------------------------------------------------------------- |
| 2010 | Nhà có chàng trai tốt            | 家有好男兒      | Khách mời    |                | T                                                                                         |
| 2014 | Happy Camp                       | 快乐大本营      | Khách mời    | Mango TV       | Chế Tạo Mỹ Nhân. Tham gia cùng Trần Hiểu, La Tấn, Quan Trí Bân                            |
| 2014 | Chúng ta đều thích cười          | 我们都爱笑      | Khách mời    | Hồ Nam TV      | Tập 35. Tham gia cùng Dương Dung, Kim Thế Giai                                            |
| 2014 | Niên Đại Tú                      | 年代秀          | Khách mời    |                | Tham gia cùng Trần Hiểu, Ngụy Thần, Mễ Nhiệt                                              |
| 2015 | Toàn Viên Gia Tốc (Run For Time) |                 | Khách mời    |                | Tập 3                                                                                     |
| 2015 | China and South Korea Dream Team | 中韩梦之队      | Người dự thi | Shenchuan TV   | Tập 1, 2, 3, 5, 7, 8, 9, 10                                                               |
| 2016 | Cuộc đua kỳ thú mùa 3            | 极速前进        | Khách mời    | Thâm Quyến TV  | Tập 1 đến tập 7                                                                           |
| 2017 | Đến đây nào Quán Quân 2          |                 | Khách mời    |                |                                                                                           |
| 2018 | Cao năng thiếu niên đoàn         | 高能少年團      | Khách mời    |                | Tập 2, 3                                                                                  |
| 2018 | Hương vị thời gian               | 時光的味道      | Khách mời    |                | Tập 5, 6. Tham gia cùng hai người bạn thân từ nhỏ là Dư Tường và Trương Tô.               |
| 2018 | Happy Camp                       | 快乐大本营      | Khách mời    | Mango TV       | Mã Lan Bảo Kiếm. Tham gia cùng Dương Dương, Vương Lệ Khôn, Từ Hải Kiều, Ngụy Đại Huân     |
| 2018 | Happy Camp                       | 快乐大本营      | Khách mời    | Mango TV       | Trực tiếp gọi bạn thật tốt. Tham gia cùng Hồ Nhất Thiên, Đàm Tùng Vận, Trịnh Nghiệp Thành |
| 2019 | Diễn viên mời vào chỗ mùa 1      | 演员 请 就位    | Người dự thi | Tencent        |                                                                                           |
| 2020 | Vương Bài Đối Vương Bài mùa 5    | 王牌对王牌      | Khách mời    |                | Tập 1, 2                                                                                  |
| 2021 | Vương Bài Đối Vương Bài mùa 6    | 王牌对王牌      | Khách mời    | Chiết Giang TV | Tham gia cùng Cung Tuấn                                                                   |
| 2021 | Happy Camp                       | 快乐大本营      | Khách mời    | Mango TV       | Tham gia cùng Cung Tuấn, Hồ Hạ, Mao Bất Dịch, Tôn Di, Ấn Tiểu Thiên                       |
| 2021 | Happy Camp                       | 快乐大本营      | Khách mời    | Mango TV       | Tham gia cùng Hoàng Cảnh Du, Lý Thấm, Nghiêm Hạo Tường, Hạ Tuấn Lâm                       |
| 2021 | Keep Running 5                   |                 | Khách mời    |                | Tập 10. Tham gia cùng Hứa Khải, Vương Gia Nhĩ, Đổng Tư Thành                              |

## Âm nhạc

### Album vật lý
| Ngày phát hành | Tên tiếng Việt | Tên tiếng Trung | Danh sát bài hát | Hãng đĩa thu âm    | Ghi chú |
| -------------- | -------------- | --------------- | --- | ------------------ | --- |
| 06/10/2023     | "Xanh thẫm"    | 深蓝者Deepblue  | 1. Ngày nắng ưu thương《忧伤的晴朗》Melancholy Sunshine 2. Du hiệp《 遊俠 》Knight Errant 3. Đồ《途》Journey 4. Hồng hoang kịch trường《洪荒剧场》Primordial Theater 5. Ngày sông băng tan《冰川消失那天》Lost Glacier 6. Nhân sinh hải hải《人生海海》Magnificent Life 7. Trở thành vì sao chiếu sáng bạn《变成星星照亮你》Stars Light You Up | Ranyimusic冉以音乐 | Doanh số hơn 51,000 bản. Chứng nhận đĩa Bạch Kim và đĩa Vàng bởi Hiệp hội Công Nghiêp ghi âm Đài Loan.      |
| 26/07/2024     | "Mạn đà la"    | 曼陀罗 Datura   | 1. Mạn đà la《曼陀罗》Datura 2. Tín Giả《信者》Believer 3. Nguyệt dạ đích danh《月夜的名》Moonlight 4. Rời đi ngay lúc này《马上就离开》Time To Leave 5. Hành trình còn dang dở《未完成的旅行》Unfinished Journey 6. Bách《迫》Pressure 7. Truy《追》Chase 8. Hoại《坏》Bad 9. Đầu hiệu ngoạn gia《头号玩家》No.1 Player                       | Ranyimusic冉以音乐 | Lượng đặt hàng trước vượt quá 43.800 bản. Chứng nhận đĩa Bạch Kim bởi Hiệp hội Công Nghiêp ghi âm Đài Loan. |

### Album nhạc số
| Ngày phát hành | Tên tiếng Việt     | Tên tiếng Trung | Danh sát bài hát | Hãng đĩa thu âm            | Ghi chú                                           |
| -------------- | ------------------ | --------------- | --- | -------------------------- | ------------------------------------------------- |
| 10/05/2019     | "Ánh sáng"         | 光              | 1. Ánh sáng (光) 2. Quay người (转身) 3. Mưa Thượng Hải (上海的雨) | Văn Hóa Tân Tây (心喜文化) | MV                                                |
| 11/10/2020     | "Tôi gặp được tôi" | 我遇見我        | 1. Say Ok (説好了) 2. Tôi gặp được tôi (我遇見我) 3. Không nói (不說) | Văn Hóa Tân Tây (心喜文化) |                                                   |
| 14/04/2023     | "Xanh thẫm"        | 深蓝者Deepblue  | 1. Ngày nắng ưu thương《忧伤的晴朗》Melancholy Sunshine 2. Du hiệp《 遊俠 》Knight Errant 3. Đồ《途》Journey 4. Hồng hoang kịch trường《洪荒剧场》Primordial Theater 5. Ngày sông băng tan《冰川消失那天》Lost Glacier 6. Nhân sinh hải hải《人生海海》Magnificent Life 7. Trở thành vì sao chiếu sáng bạn《变成星星照亮你》Stars Light You Up | Ranyimusic冉以音乐         | iTunes Spotify KKBOX MyMusic Youtube amazon music |
| 05/02/2024     | "Mạn đà la"        | 曼陀罗 Datura   | 𝐄𝐏 1. "Mạn đà la · Đỏ tím"《曼陀罗·绀》 1. Mạn đà la《曼陀罗》Datura 2. Tín giả《信者》Believer 3. Nguyệt dạ đích danh《月夜的名》Moonlight 𝐄𝐏 2. "Mạn đà la · Bạc"《曼陀罗·银》 1. Rời đi ngay lúc này《马上就离开》Time to leave 2. Hành trình còn dang dở《未完成的旅行》Unfinished Journey 𝐄𝐏 3. "Mạn đà la · Bích"《曼陀罗·碧》 1. Bách《迫》Pressure 2. Truy《追》Chase 3. Hoại《坏》Bad 𝐄𝐏 4. "Mạn đà la · Tình"《曼陀罗·晴》 1. Đầu hiệu ngoạn gia《头号玩家》No.1 Player | Ranyimusic冉以音乐         | iTunes Spotify KKBOX MyMusic Youtube amazon music |
|                | Thập Hoang Giả     | 拾荒者          | 1. 《聑》Can You Hear Me 2. Vô ngại《无碍》Unchained 3. 《Going Off 了》 4. Thập niên 90 《90s》 5. Thong thả, không tiễn《慢走不送》Next 6. Lost in London 7. Thập hoang giả《地球陌生人 》Earth Stranger | Ranyimusic冉以音乐         |                                                   |

### Đĩa đơn
| Năm  | Tên tiếng Việt           | Tên tiếng Trung | Album                                | Ghi chú                                                                      |
| ---- | ------------------------ | --------------- | ------------------------------------ | ---------------------------------------------------------------------------- |
| 2013 | Nữ Nhân Tâm              | 女人心          | Cung Tỏa Lưu Ly OST                  | Nhạc kết.                                                                    |
| 2015 | Duyên Dáng               | 惊鸿            | Ban Thục Truyền Kỳ OST               | Nhạc kết.                                                                    |
| 2017 | Thiên Hạ Vô Địch         | 天下无敌        | Phía Trên Đỉnh Mây OST               | Nhạc dạo. Hát: Úc Khả Duy. Rap: Trương Triết Hạn.                            |
| 2019 | Biển Đầy Sao             | 星辰大海        |                                      | Đối với dự án diễn viên trẻ của kênh phim Trung Quốc cùng 31 diễn viên khác. |
| 2021 | Thiên Nhai Khách         | 天涯客          | Sơn Hà Lệnh OST                      | Nhạc kết. Song ca cùng Cung Tuấn.                                            |
| 2021 | Cô Mộng                  | 孤夢            | Sơn Hà Lệnh OST                      | Nhạc đệm.                                                                    |
| 2021 | Tâm Nhược Hướng Dương    | 心若向阳        |                                      |                                                                              |
| 2021 | Vây Quanh                | 环绕            |                                      |                                                                              |
| 2021 | Vòng Đu Quay Ngốc Nghếch | 摩天轮是傻瓜    | Bầu Trời Của Thiếu Niên Thiên Dã OST | Nhạc chủ đề. Song ca cùng Hy Lâm Na Y Cao.                                   |
| 2021 | Thuyền Đỏ                | 红船            | 1921 OST                             | Nhạc chủ đề, hát cùng dàn diễn viên tham gia bộ phim.                        |

### Concert
| Ngày tổ chức  | Tên tiếng Việt                | Tên tiếng Trung               | Ghi chú                                                                                           |
| ------------- | ----------------------------- | ----------------------------- | ------------------------------------------------------------------------------------------------- |
| 18/08/2019    | Ánh Sáng                      | 《光》                        | Ra mắt album Ánh sáng. Tổ chức tại Thượng Hải                                                     |
| 18/10/2020    | Tôi Gặp Được Tôi              | 《我遇见我》                  | Ra mắt album Tôi gặp được tôi. Tổ chức tại Bắc Kinh                                               |
| 03-04/05/2021 | Sơn Hà Lệnh – Sinh Lai Tri Kỷ | 生來知己《山河令》主題演唱會  | Tham gia cùng Cung Tuấn và đoàn làm phim Sơn Hà Lệnh. Tổ chức tại Tô Châu                         |
| 10-11/05/2023 | Hồng Hoang Kịch Trường        | 「洪荒剧场」PrimordialTheater | Solo concert diễn ra tại Băng Cốc, Thái Lan                                                       |
| 17/09/2023    | Hồng Hoang Kịch Trường        | 「洪荒剧场」PrimordialTheater | Trạm dừng chân thứ 2 tại Kuala Lumpur, Malaysia                                                   |
| 07/10/2023    | MY BIG SHOW《A.I.23》         |                               | Được tổ chức bởi đài MY (Malaysia). Diễn ra tại Mega Star Arena (Sungei Wang Plaza, Kuala Lumpur) |
| 25/11/2023    | YES933 Hits Fest              | YES933 潮流音乐盛典           | Được tổ chức bởi đài Mediacorp YES 933 (Singapore). Diễn ra tại Sân vận động trong nhà Singapore  |
| 26/11/2023    | Fanmeeting《Truy》            | 《追》Fanmeeting              | Diễn ra tại The Theatre at Mediacorp (Singapore)                                                  |
| 31/12/2023    | Fanmeeting《Truy》            | 《追》Fanmeeting              | Diễn ra tại MCC Hall The Mall Lifestore Bangkapi (Thái Lan)                                       |
| 16/02/2024    | Hồng Hoang Kịch Trường        | 「洪荒剧场」PrimordialTheater | Trạm dừng chân thứ 3 tại AsiaWorld-Arena, Hồng Kông                                               |
| 13/07/2024    | Fanmeeting《Truy》            | 《追》Fanmeeting              | Mega Star Arena (Sungei Wang Plaza, Kuala Lumpur)                                                 |
| 26/07/2024    | Fanmeeting《Truy》            | 《追》Fanmeeting              | Festival Hall (Melbourne)                                                                         |
| 28/07/2024    | Fanmeeting《Truy》            | 《追》Fanmeeting              | Darling Harbour Theater (Sydney)                                                                  |
| 16/11/2024    | Hồng Hoang Kịch Trường        | 「洪荒剧场」PrimordialTheater | KINTEX Exhibition Center 2, Hàn Quốc.                                                             |
| 05/01/2025    | Fanmeeting《Dã》              | 「野」Yeah!                   | Triple Tree Beach Resort, CHA-AM (Thái Lan)                                                       |

## Đại diện, đại ngôn
| Năm  | Thương hiệu                        | Danh phận                           | Ghi chú                                                   |
| ---- | ---------------------------------- | ----------------------------------- | --------------------------------------------------------- |
| 2018 | Sulwhasoo 雪花秀                   | Bạn thân thương hiệu                |                                                           |
| 2020 | ROSSINI 罗西尼 Moments             | Ngôi sao thương hiệu                |                                                           |
| 2020 | Mentholatum 曼秀雷敦               | Đại sứ thương hiệu                  |                                                           |
| 2021 | Elizabeth Arden 伊丽莎白雅顿       | Đại diện phát ngôn toàn thương hiệu | 13/03 tuyên danh phận Đại sứ dòng chăm sóc da             |
| 2021 | Elizabeth Arden 伊丽莎白雅顿       | Đại diện phát ngôn toàn thương hiệu | 11/05 nâng cấp thành Đại diện phát ngôn thương hiệu       |
| 2021 | Wahaha 娃哈哈                      | Đại diện phát ngôn                  | Dòng kem vanilla                                          |
| 2021 | One Leaf Nhất Diệp Tử 一叶子       | Đại diện                            | Đại diện tươi mới                                         |
| 2021 | Sensodyne 舒适达                   | Đại sứ thương hiệu                  |                                                           |
| 2021 | Nivea 妮维雅                       | Đại diện phát ngôn                  | Dòng kem chống nắng và tẩy cha chết toàn thân             |
| 2021 | Maybelline New York 美宝莲纽约     | Đại diện phát ngôn toàn thương hiệu | 20/04 tuyên danh phận Đại diện phát ngôn dòng make-up nền |
| 2021 | Maybelline New York 美宝莲纽约     | Đại diện phát ngôn toàn thương hiệu | 24/07 nâng cấp thành Đại diện phát ngôn toàn thương hiệu  |
| 2021 | Pandora 潘多拉                     | Đại sứ thương hiệu                  |                                                           |
| 2021 | Joyoung Cửu Dương 九阳             | Đại sứ thương hiệu                  |                                                           |
| 2021 | Ariel 碧浪                         | Đại sứ thương hiệu                  |                                                           |
| 2021 | Living Proof 缕灵                  | Đại sứ thương hiệu                  | Đại sứ thương hiệu đầu tiên                               |
| 2021 | Clinique 倩碧                      | Đại diện phát ngôn                  | Dòng dưỡng ẩm khu vực Châu Á - Thái Bình Dương            |
| 2021 | COSTACOFFEE                        | Đại diện phát ngôn                  | Dòng sản phẩm đồ gia dụng                                 |
| 2021 | Longines 浪琴表                    | Bạn thân thương hiệu                |                                                           |
| 2021 | Từ Phúc Ký 徐福记                  | Đại diện phát ngôn                  | Dòng bánh Sachima                                         |
| 2021 | Bách Thảo Vị 百草味                | Đại sứ thương hiệu                  |                                                           |
| 2021 | AHAVA                              | Đại diện phát ngôn                  | Dòng kem dưỡng da tay                                     |
| 2021 | Mercury Home Textiles 水星家纺     | Đại diện phát ngôn                  | Xu hướng cuộc sống                                        |
| 2021 | LANVIN 浪凡                        | Đại sứ thương hiệu                  |                                                           |
| 2021 | ANKER                              | Đại sứ thương hiệu                  |                                                           |
| 2021 | KIMTRUE 且初                       | Đại diện phát ngôn                  | Dòng sản phẩm tẩy trang                                   |
| 2021 | JBL                                | Đại diện phát ngôn toàn thương hiệu |                                                           |
| 2021 | Yên Kinh 燕京                      | Đại diện phát ngôn                  | Dòng bia Tuyết Lộc 雪鹿                                   |
| 2021 | Taobao 淘宝                        | Đại sứ năng lượng app               |                                                           |
| 2021 | Mộng Huyễn Tân Tru Tiên 梦幻新诛仙 | Đại diện phát ngôn game mobile      |                                                           |
| 2021 | Coca-Cola 可口可乐                 | Đại sứ thương hiệu                  |                                                           |
| 2021 | Pretz 百力滋                       | Đại diện phát ngôn                  |                                                           |
| 2021 | Ryo 吕                             | Đại diện phát ngôn                  | Dòng dưỡng tóc chống rụng                                 |
| 2021 | TASAKI 塔思琦                      | Đại sứ thương hiệu                  | Đại sứ thương hiệu đầu tiên                               |

## Giải thưởng
| Năm  | Chương trình                               | Giải Thưởng | Đề cử              | Kết quả   |
| ---- | ------------------------------------------ | --- | ------------------ | --------- |
| 2020 | Lễ trao giải Weibo                         | Nghệ sĩ triển vọng của năm |                    | Đoạt giải |
| 2021 | Đêm hội điện ảnh Weibo                     | Nam diễn viên được chú ý nhất năm |                    | Đoạt giải |
| 2023 | YES 933 Hits Fest (Âm nhạc)                | Nghệ sĩ của năm |                    | Đoạt giải |
| 2023 | YES 933 Hits Fest (Âm nhạc)                | Bài hát của năm | Nhân sinh Hải Hải  | Đoạt giải |
| 2024 | HITO MUSIC AWARD 2024                      | Tân binh được yêu thích nhất |                    | Đoạt giải |
| 2024 | HITO MUSIC AWARD 2024                      | Bài hát ra mắt trên Hito có lượt truy cập nhiều nhất năm                                                                             | Ngày sông băng tan | Đoạt giải |
| 2024 | 19th KKBOX MUSIC AWARDS                    | TOP 100 nghệ sĩ được yêu thích nhất năm                                                                                              |                    | Đoạt giải |
| 2024 | ARFF 「GLOBE AWARD」: AROUND INTERNATIONAL | AMSTERDAM MAY 2024 Selection | Bát Nguyệt         | Đoạt giải |
| 2024 | RED Movie Awards: SUMMER Edition           | BEST SCREENPLAY | Bát Nguyệt         | Đoạt giải |
| 2024 | The Madrid Film Awards (MADFA)             | Best Half-Length Film (WINNERS 2024/25)                                                                                              | Bát Nguyệt         | Đoạt giải |
| 2024 | The Madrid Film Awards (MADFA)             | Best Editing (OFFICIAL SELECTION 2024/25)                                                                                            | Bát Nguyệt         | Đoạt giải |
| 2024 | Mindfield Film Festival - Albuquerque      | Best Documentary Feature - Diamond Award (November/December 2024) Best Editing - Platinum Award Best Cinematography - Platinum Award | Bát Nguyệt         | Đoạt giải |
| 2024 | Mindfield Film Festival - Albuquerque      | Best Director - Platinum Award (November/December 2024)                                                                              | Trương Triết Hạn   | Đoạt giải |